# 16. červen
16. červen je 167. den roku podle gregoriánského kalendáře (168. v přestupném roce). Do konce roku zbývá 198 dní. Svátek má Zbyněk.

## Události

### Česko
- 1426 – Husitské války: spojená vojska husitů drtivě porazila křižácké vojsko Svaté říše římské v bitvě u Ústí nad Labem.
- 1471 – Vladislav Jagellonský byl prohlášen českým králem.
- 1844 – Povstání dělníků ve smíchovské továrně na potisk látek bratrů Porgesových. Rozzuření dělníci zničili nově zakoupené stroje, co jim berou práci
- 1891 – V Praze se zřítil balon Kysibelka, vypuštěný během Jubilejní zemské výstavy. Tříčlenná posádka přežila.
- 1912 – Na Petříně v Praze byl odhalen pomník K. H. Máchovi. Autorem pomníku, poplatného literárnímu romantismu, je Josef Václav Myslbek.
- 1949 – Arcibiskup Josef Beran v domácím vězení odmítl podepsat komunistickou kontrolu nad církví.
- 1950 – V Praze na Pankráci byl komunistickou justicí popraven z politických důvodů student právnické a přírodovědecké fakulty University Karlovy Veleslav Wahl.
- 1964 – Praga Vysočany vyrobila poslední vůz Praga V3S, montáž těchto automobilů totiž byla přesunuta o 4 km severněji do podniku Automobilové závody Letňany, zatímco ve Vysočanech se nadále vyráběly jen převodovky.
- 1966 – Premiéra představení Jiřího Štaidla Nešpory v divadle Apollo v režii Karla Mareše.
- 1993 – Parlament přijal zákon o Ústavním soudu se sídlem v Brně.
- 1994 – Škoda Auto vyrobila miliontý vůz typové řady Škoda Favorit.
- 1999 – Český tenista Petr Korda ukončil turnajem ve Wimbledonu kariéru
- 2000 – ČNB uvalila nucenou správu na Investiční a poštovní banku.
- 2006 – Soud rozhodl o tom, že Katedrála svatého Víta patří církvi, nikoli státu.
- 2011 – Napříč celou zemí se konala jednodenní stávka v dopravě. Zastavily se vlaky, některé autobusy a tramvaje, nevyjelo ani pražské metro.
- 2016 – Hlavní Nádraží v Praze se evakuovalo z důvodu nastražení bomby na území nádraží

### Svět
- 1054 – Zástupci papeže Lva IX. exkomunikovali konstantinopolského patriarchu Michaela Kerullaria z církve. Tento čin měl za následek Velké schizma.
- 1487 – Války růží: bitva u Stoke ukončila válku Růží. Jindřich VII. Tudor porazil Johna de la Pole, hraběte z Lincolnu a lorda Lovella.
- 1567 – Skotská královna Marie Stuartovna je vsazena do vězení na zámku Loch Leven Castle ve Skotsku.
- 1649 – Margaret Jones z Charlestownu se stala první ženou souzenou a popravenou za čarodějnictví v koloniálním Massachusetts
- 1654 – Švédská královna Kristýna I., která konvertovala ke katolicismu, opustila švédský trůn a zasvětila svůj život náboženství a umění.
- 1667 – Christiaan Huygensovi byl udělen patent za vynález kyvadlových hodin
- 1779 – Španělsko vyhlásilo válku Britskému království.
- 1815 – Napoleon po návratu z Elby poráží v bitvě u Ligny armádu pruského generála Blüchera
- 1846 – kardinál Giovanni Maria Mastai Ferretti byl zvolen papežem jako Pius IX.
- 1875 – Na kopci Montmartre v Paříži byl položen základní kámen baziliky Nejsvětějšího Srdce Ježíšova.
- 1884 – První horská dráha „Switchback Railway“ LaMarcuse Adnana Thompsona byla otevřena v zábavním parku Coney Island v New Yorku.
- 1901 – V bulharské Sofii se konala velká demonstrace, požadující nezávislost Bulharska na Turecku.[1]
- 1903
  - V Detroitu byla založena automobilka Ford Henryho Forda.
  - Lékárník Caleb Bradham uvařil svou první láhev Pepsi-Cola .
- 1904 – Bloomsday – den, během kterého se odehrál Joyceův román Odysseus.
- 1911 – Byla založena technologická společnost IBM.
- 1919 – V Prešově vyhlášena Slovenská republika rad.
- 1933 – V USA vešel v platnost Glass-Steagallův zákon, který oddělil komerční bankovnictví od investičního bankovnictví a uzákonil vznik FDIC
- 1940
  - Druhá světová válka: maršál Henri Philippe Pétain se stal premiérem vichistické Francie.
  - V Litvě dosazena komunistická vláda.
- 1948 – První únos letadla v historii – pokus o únos letounu Miss Macao typu Catalina společnosti Cathay Pacific skončil havárií.
- 1955 – Papež Pius XII. exkomunikoval Juana Peróna.
- 1960 – Newyorská premiéra Hitchockova filmu Psycho.
- 1961 – Rudolf Nurejev, ruský baletní tanečník požádal na pařížském letišti o politický azyl.
- 1963 – Valentina Těreškovová se stala na palubě lodi Vostok 6 první kosmonautkou.
- 1976 – Nenásilný pochod 15 000 studentů proti apartheidu konaný v jihoafrickém Sowetu posléze přešel do mnohadenních násilností.
- 1977 – Leonid Brežněv se podruhé stal předsedou prezidia Nejvyššího sovětu SSSR.
- 1981 – Grisha Filipov se stal předsedou Rady ministrů v Bulharsku.
- 1983 – Jurij Andropov se stal předsedou prezidia Nejvyššího sovětu SSSR.
- 1995 – Členové Mezinárodního olympijského výboru rozhodli o konání zimních olympijských her v roce 2002 v americkém městě Salt Lake City .
- 1999
  - Americký atlet Maurice Greene překonal téměř 3 roky starý rekord ve sprintu na 100 m o 0,05 s časem 9,79 s.
  - Thabo Mbeki nahradil Nelsona Mandelu ve funkci prezidenta Jižní Afriky .
- 2001 – V Six Flags America byla otevřena atrakce Batwing.
- 2002 – Papež Jan Pavel II. prohlásil pátera Pia v Římě „Svatým Piem z Pietrelcina“.
- 2005 – Vstoupil v platnost nizozemský výstražný systém ATb pro boj proti terorismu.
- 2016 – Šanghai: byl v ní otevřen první Disney park
- 2021 – V Ženevě se Vladimir Putin a Joe Biden poprvé setkali osobně. Po jednání byli vráceni vypovězení velvyslanci zpět na místa.

## Narození

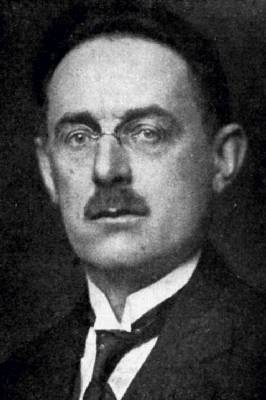
Karel Absolon (* 1877)

### Česko

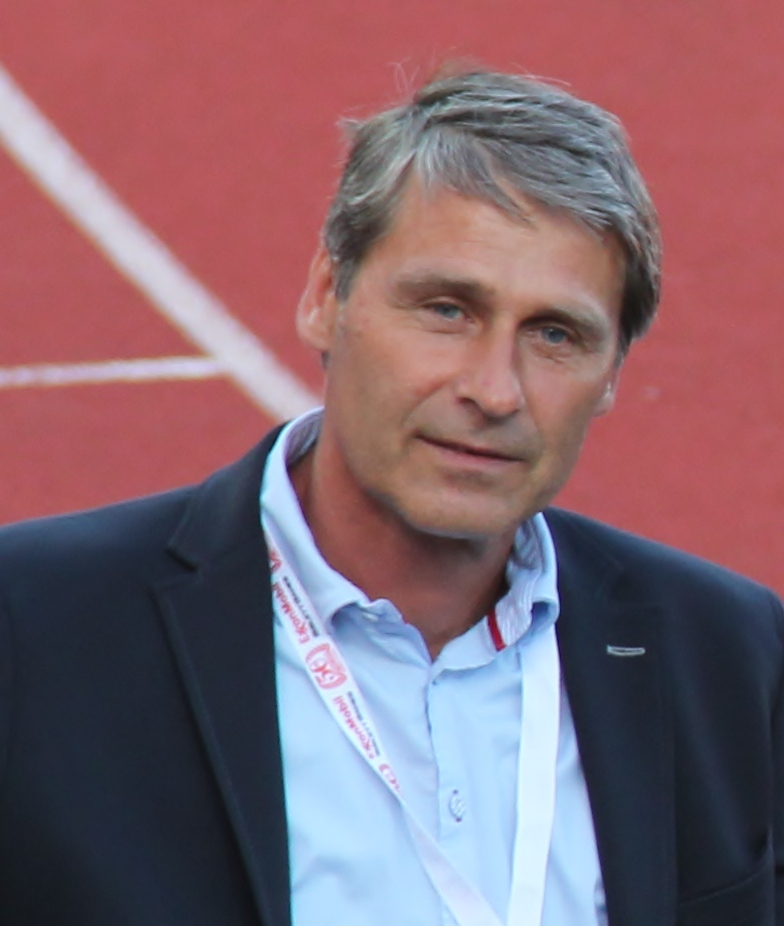
Jan Železný (* 1966)

- 1837 – Adolf Průcha, varhaník a hudební skladatel († 20. října 1885)
- 1843 – Jan Malát, hudební skladatel, pedagog, sběratel lidových písní († 2. prosince 1915)
- 1865 – Bohumil Vendler, sbormistr, dirigent, hudební pedagog a skladatel († 26. ledna 1948)
- 1868 – Ladislav Syllaba, lékař a politik († 30. prosince 1930)
- 1874 – František Neumann, dirigent a hudební skladatel († 25. února 1929)
- 1876 – Karel Anderle, český lesník, vysokoškolský profesor († ?)
- 1877 – Karel Absolon, krasový badatel a archeolog († 6. října 1960)
- 1881 – Bruno Weigl, moravský hudební vědec a skladatel († 25. září 1938)
- 1887 – Josef Zadina, prvorepublikový ministr zemědělství († 9. srpna 1957)
- 1894 – Josef Kopta, spisovatel a novinář († 3. dubna 1962)
- 1900
  - František Branislav, básník († 25. září 1968)
  - Adolf Svoboda, primátor hl. města Praha († 9. února 1969)
- 1904 – Ladislav Hemmer, český herec († 9. dubna 1949)
- 1915
  - Rudolf Kirs, violoncellista († 8. července 1963)
  - Josef Červinka, rozhlasový režisér, herec a překladatel († 23. srpna 2003)
- 1919 – Milivoj Uzelac, skladatel a dirigent († 8. března 1988)
- 1922 – Milena Lukešová, česká spisovatelka († 28. července 2008)
- 1923 – Jan Veselý, cyklista († 10. února 2003)
- 1927 – Oldřich Leška, český lingvista, rusista a slavista († 9. srpna 1997)
- 1932
  - Jiří Melíšek, spisovatel, humorista, scenárista a novinář († 7. prosince 2015)
  - Josef Cink, básník († 25. března 1995)
- 1933 – Milan Zápotocký, archeolog
- 1934 – Ladislav Synovec, československý volejbalový reprezentant († 25. května 2015)
- 1940 – Petr Kaplan, zpěvák a kytarista († 26. srpna 2007)
- 1943
  - Herbert Kisza, český akademický malíř
  - Věra Ludíková, básnířka a esperantistka
- 1949 – Jan Zouhar, filozof
- 1951 – Miloš Novák, cestovatel a humorista
- 1957
  - Margita Titlová, akademická malířka
  - Martin Němec, hudebník
- 1960 – Přemysl Haas, textař a autor hudby
- 1964 – Věra Jakubková, politička
- 1966 – Jan Železný, atlet
- 1979 – Adam Svatoš ("Kato"), rapper
- 1988 – Roman Staša, kuchař, moderátor a trenér

### Svět

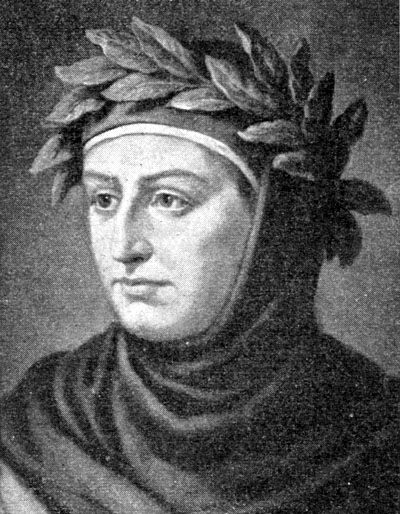
Giovanni Boccaccio (* 1313)

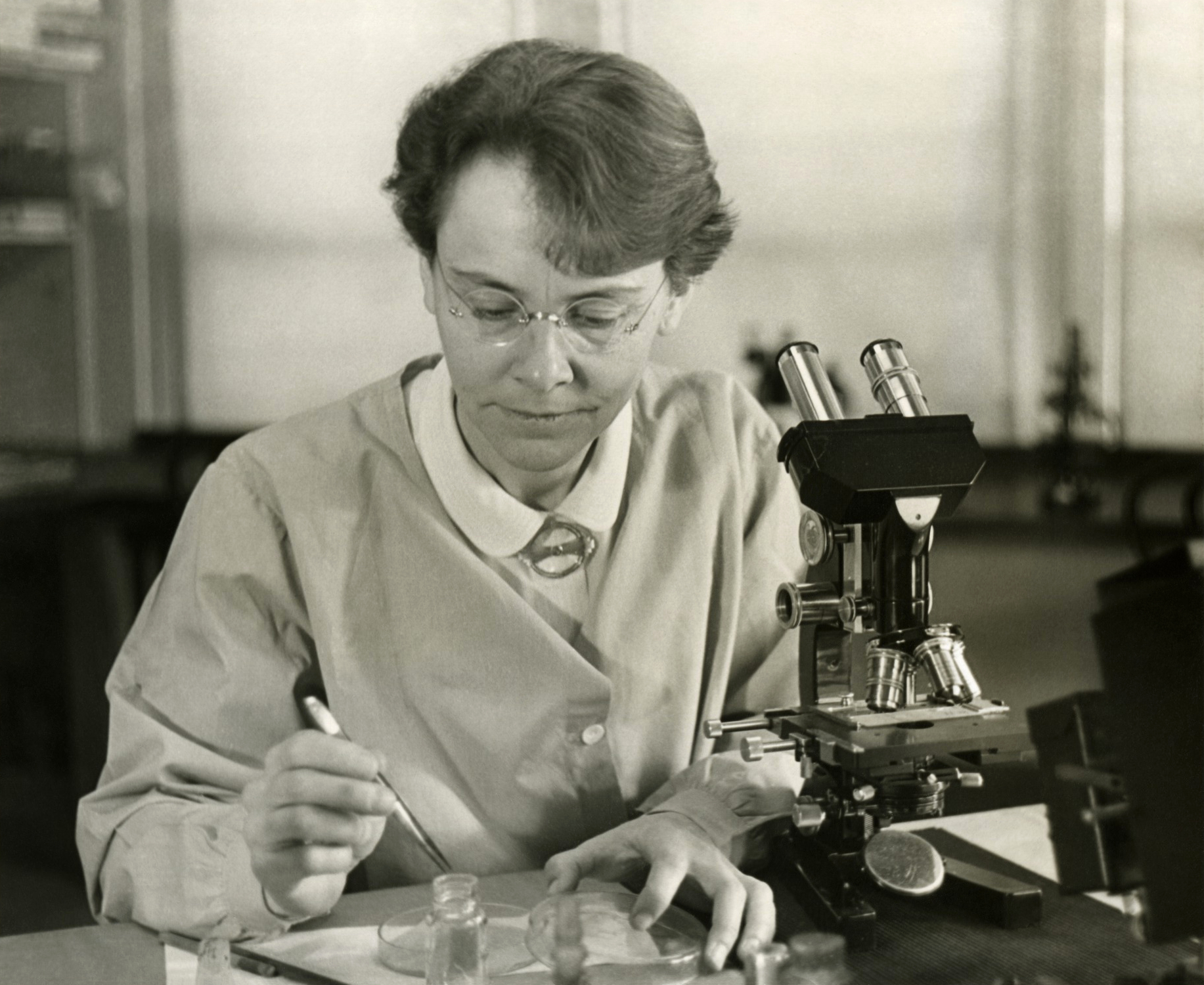
Barbara McClintocková (* 1902)

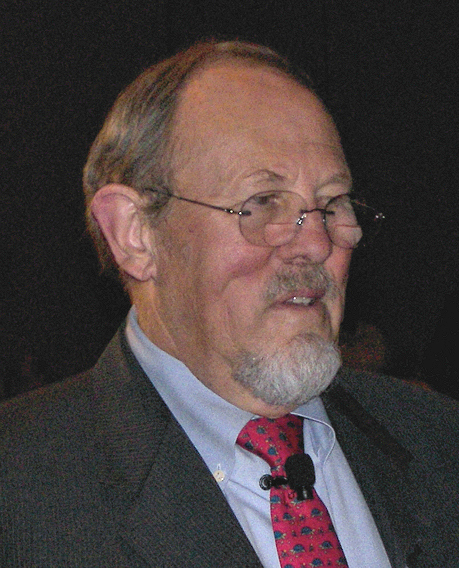
William Forsyth Sharpe (* 1934)

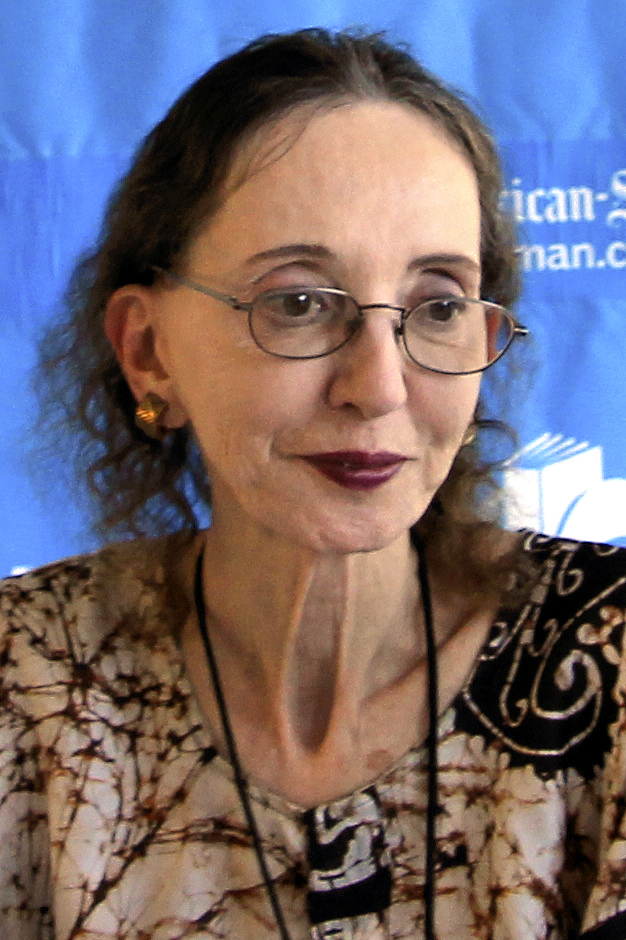
Joyce Carol Oatesová (* 1938)

- 1313 – Giovanni Boccaccio, italský básník († 21. prosince 1375)
- 1139 – Konoe, japonský císař († 1155)
- 1454 – Johana Aragonská, neapolská královna († 9. ledna 1517)
- 1583 – Axel Oxenstierna, švédský hrabě a státník († 28. srpna 1654)
- 1637 – Giovanni Paolo Colonna, italský varhaník, varhanář, hudební skladatel († 28. listopadu 1695)
- 1644 – Henrietta Anna Stuartovna, dcera anglického krále Karla I. Stuarta, manželka Filipa I. Orleánského († 30. června 1670)
- 1723 – Adam Smith, skotský ekonom, zakladatel moderní ekonomie († 17. července 1790)
- 1761 – Henrietta Ponsonby, britská šlechtična a hraběnka z Bessborough  († 11. listopadu 1821)
- 1792 – Thomas Mitchell, australský cestovatel († 1855)
- 1801 – Julius Plücker, německý matematik a fyzik († 22. května 1868)
- 1839 – Julius Petersen, dánský matematik († 5. srpna 1910)
- 1848 – bl. František Maria od Kříže, německý katolický kněz a zakladatel salvatoriánů († 8. září 1918)
- 1851 – Georg Jellinek, rakouský právník a právní teoretik († 12. ledna 1911)
- 1858 – Gustav V., švédský král († 29. října 1950)
- 1867 – Carl Gustaf Emil Mannerheim, finský maršál, diplomat a politik († 27. ledna 1951)
- 1874
  - Fernand Bouisson, 111. premiér Francie († 28. prosince 1959)
  - Arthur Meighen, kanadský premiér († 1960)
- 1882 – Muhammad Mosaddek, íránský předseda vlády († 5. března 1967)
- 1888
  - Alexandr Fridman, ruský matematik, geofyzik a meteorolog († 16. září 1925)
  - Edmund Sparmann, rakouský letec a konstruktér († 24. června 1951)
- 1890 – Stan Laurel, americký herec, komik († 23. února 1965)
- 1891 – Vladimir Alexandrovič Albickij, ruský astronom († 15. června 1952)
- 1892
  - Lupino Lane, britský herec, zpěvák a tanečník († 10. listopadu 1959)
  - Josep Llorens i Artigas, katalánský keramik a umělecký kritik († 11. prosince 1980)
- 1895 – Alojzy Adamczyk, polský povstalec († 10. ledna 1940)
- 1897 – Georg Wittig, německý chemik, držitel Nobelovy ceny († 26. srpna 1987)
- 1901 – Henri Lefebvre, francouzský filozof a sociolog († 29. června 1991)
- 1902 – Barbara McClintock, americká genetička, držitelka Nobelovy ceny († 2. září 1992)
- 1910
  - Juan Velasco Alvarado, peruánský generál a vůdce († 24. prosince 1977)
  - Ilona Massey, maďarská zpěvačka a herečka († 20. srpna 1974)
- 1912
  - Enoch Powell, britský konzervativní politik († 8. února 1998)
  - Olga Ivinská, ruská novinářka a spisovatelka (†  8. září 1995)
- 1915 – Mariano Rumor, premiér Itálie († 22. ledna 1990)
- 1917 – Irving Penn, americký fotograf († 7. října 2009)
- 1920
  - Geoffrey Jenkins, jihoafrický spisovatel († 7. listopadu 2001)
  - José López Portillo, mexický prezident († 17. února 2004)
- 1924 – Lucky Thompson, americký saxofonista († 30. července 2005)
- 1925 – Anatol E. Baconsky, rumunský spisovatel († 4. března 1977)
- 1926 – Efraín Ríos Montt, guatemalský politik a generál († 1. dubna 2018)
- 1930 – Vilmos Zsigmond, maďarsko-americký kameraman († 1. ledna 2016)
- 1933 – Fuád Mebazá, tuniský politik
- 1934 – William Forsyth Sharpe, americký ekonom, držitel Nobelovy ceny
- 1936 – Anthony Okogie, nigerijský kardinál
- 1937
  - Waylon Jennings, americký countryový zpěvák, skladatel a kytarista († 13. února 2002)
  - Simeon II., bulharský car a ministerský předseda
- 1938
  - Torgny Lindgren, švédský spisovatel († 16. března 2017)
    - Joyce Carol Oatesová, americká spisovatelka, básnířka a dramatička
- 1939 – Albert Dailey, americký jazzový klavírista († 26. června 1984)
- 1940 – Taylor Wang, americký vědec a astronaut
- 1941
  - Lamont Dozier, americký skladatel a hudební producent
  - Aldrich Ames, analytik CIA odsouzený za špionáž pro Sovětský svaz
- 1942 – Giacomo Agostini, italský motocyklový závodník
- 1944
  - Pavol Balgavý, slovenský biofyzik a politik
  - Richard Barnes, britský zpěvák
- 1951 – Jacek Tylicki, polský multimediální umělec
- 1952
  - Jorgos Papandreu, řecký politik
  - Tibor Huszár, slovenský fotograf († 11. září 2013)
- 1953
  - Ladislav Kaboš, slovenský režisér
  - Ian Mosley, britský rockový bubeník
  - Ko Jong-hui, severokorejská tanečnice a milenka vůdce Kim Čong-ila († 27. srpna 2004)
- 1954 – Doane Perry, americký hudebník
- 1955
  - Anatolij Čubajs, ruský ekonom
  - Laurie Metcalf, americká herečka
- 1958 – Anne Hidalgová, francouzská politička
- 1962 – Grant Fox, novozélandský ragbista
- 1966 – Randy Barnes, americký koulař
- 1967 – Maylis de Kerangalová, francouzská spisovatelka
- 1971 – Tupac Shakur, americký rapper († 13. září 1996)
- 1972
  - Kiko Loureiro, brazilský kytarista
  - John Cho, americký herec a hudebník
  - Andy Weir, americký spisovatel
- 1973 – Federica Mogheriniová, italská politička
- 1974 – Juraj Červenák, slovenský spisovatel sci-fi a fantasy
- 1976 – Cian Ciarán, velšský hudebník
- 1978 – Daniel Brühl, španělsko-německý herec
- 1980
  - Světlana Feofanovová, ruská atletka, tyčkařka
  - Sibel Kekilliová, německá herečka
  - Sergej Kirďapkin, ruský atlet, chodec
- 1981
  - Robert Tomaszek, polský basketbalista
  - Benjamin Becker, německý tenista
- 1983 – Simon Anthamatten, švýcarský horský vůdce
- 1984 – Rick Nash, kanadský hokejista
- 1986
  - Urby Emanuelson, nizozemský fotbalový obránce
  - Fernando Muslera, uruguayský fotbalový brankář
- 1987 – Krasimir Anev, bulharský biatlonista
- 1990 – John Newman, anglický zpěvák a hudebník
- 1991 – Tyler Ardron, kanadský ragbista
- 1993 – Pak Po-gom, jihokorejský zpěvák a herec
- 1996 – Janina Hettichová-Walzová, německá biatlonistka
- 1997 – Camila Morroneová, americká modelka a herečka
- 2000 – Bianca Andreescuová, kanadská tenistka

## Úmrtí

### Česko

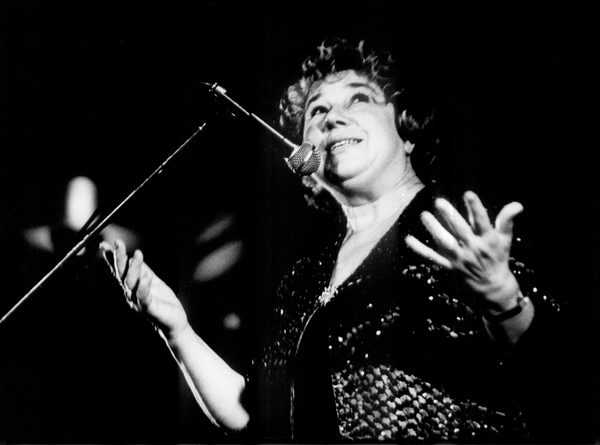
Vlasta Průchová († 2006)

- 1572 – Vilém Prusinovský z Víckova, biskup olomoucký (* 1534)
- 1628 – Zdeněk Vojtěch Popel z Lobkovic, šlechtic a politik (* 1568)
- 1838 – Karel Josef Salm, šlechtic, komoří, říšský kníže (* 3. dubna 1750)
- 1871 – Josef Věnceslav Vlasák, učitel a obrozenecký spisovatel (* 14. dubna 1802)
- 1890 – Josef Walter, pedagog (* 27. března 1815)
- 1901 – Františka Auerspergová, šlechtična (* 21. června 1814)
- 1938 – Alois Šefl, horník, anarchosyndikalista, novinář a spisovatel (* 29. listopadu 1874)
- 1939 – Viktor Roman Moser, hudební skladatel a pedagog (* 7. února 1864)
- 1940 – Vítězslava Kaprálová, skladatelka a dirigentka (* 24. ledna 1915)
- 1944 – Jaroslav Kotásek, voják a příslušník výsadku Spelter (* 31. července 1917)
- 1946
  - Ludwig Winder, český, německy píšící, spisovatel, novinář a literární kritik (* 7. února 1889)
  - Josef Kylies, český malíř (* 19. března 1890)
- 1948 – Václav Knotek, šifrant vojenské zpravodajské služby, oběť komunismu (* 27. května 1910)
- 1949 – Čeněk Kramoliš, prozaik (* 7. prosinec 1862)
- 1950 – Jaromír Nechanský, voják, příslušník výsadku Platinum-Pewter (* 4. prosince 1916)
- 1963 – Emanuel Šimek, archeolog (* 3. dubna 1883)
- 1975 – František Vrána, český klavírista a hudební skladatel (* 14. listopadu 1914)
- 1981 – Richard Kubernát, zpěvák a jazzový trumpetista (* 22. července 1924)
- 1982 – Václav Mottl, kanoista, olympijský vítěz 1936 (* 19. května 1914)
- 1983 – Jaroslav Krombholc, dirigent a hudební skladatel (* 30. ledna 1918)
- 1991 – Adina Mandlová, herečka (* 28. leden 1910)
- 1999 – Osvald Döbert, architekt (* 15. prosince 1917)
- 2005 – Eva Jakoubková, česká herečka (* 8. února 1952)
- 2006 – Vlasta Průchová, jazzová zpěvačka (* 12. července 1926)
- 2008 – Alexandra Berková, prozaička, scenáristka, publicistka a pedagožka (* 2. července 1949)
- 2009 – Antonie Hofmanová, katechetka, členka sekulárního františkánského řádu, katolická disidentka a politická vězeňkyně (* 13. června 1923)
- 2010 – Jaroslav Hrbáček, hydrobiolog a zooekolog (* 12. května 1921)
- 2011 – Oldřich Kopal, český horolezec (* 4. února 1931)
- 2012 – Jaroslava Adamová, herečka (* 15. března 1925)
- 2017 – Petr Matějů, český sociolog a politik (* 22. července 1950)
- 2018 – Gabriela Vránová, česká herečka a divadelní pedagožka (* 27. července 1939)

### Svět

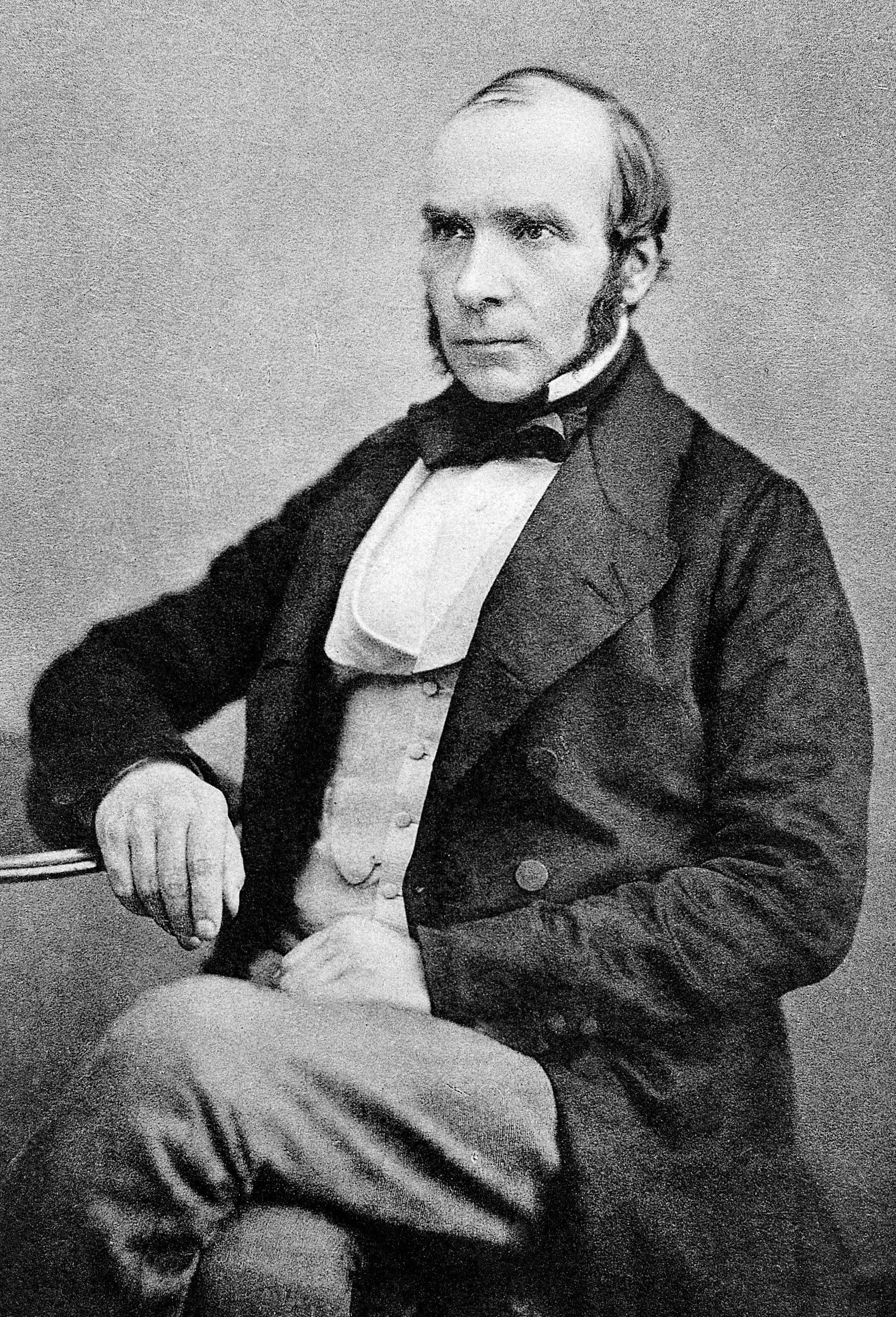
John Snow († 1858)

- 1370 – Ingeborg Dánská, dánská princezna (* 1. dubna 1347)
- 1459 – Erik VII. Pomořanský, norský král (* před 11. červnem 1382)
- 1626 – Kristián Brunšvický, halberstadtský luteránský biskup, vévoda brunšvicko-wolfenbüttelský, vojevůdce ve třicetileté válce (* 20. září 1599)
- 1704 – Georg Franck von Franckenau, německý lékař a botanik (* 1643/1644)
- 1712 – Hans Adam I., třetí lichtenštejnský kníže (* 16. srpna 1662)
- 1722 – John Churchill, vévoda z Marlborough, anglický šlechtic a vojevůdce (* 26. května 1650)
- 1742 – Luisa Alžběta Orleánská, španělská královna, manželka Ludvíka I. (* 11. prosince 1709)
- 1743 – Luisa Františka Bourbonská, nejstarší uznaná dcera Ludvíka XIV. Francouzského (* 1. června 1673)
- 1762 – Anna Rusellová, vévodkyně z Bedfordu, britská šlechtična (* 1705)
- 1827 – Thaddäus Anton Dereser, německý kněz a odborník na hermeneutiku a orientální jazyky (* 13. února 1757)
- 1833 – Pierre Narcisse Guérin, francouzský malíř (* 13. března 1774)
- 1837 – Valentino Fioravanti, italský hudební skladatel (* 11. září 1764)
- 1848 – Ludvík II. Hesenský, hesenský velkovévoda (* 26. prosince 1777)
- 1858 – John Snow, anglický lékař a průkopník zavádění anestezie a hygieny (* 15. března 1813)
- 1871 – Ján Kalinčiak, slovenský spisovatel a básník (* 1822)
- 1873 – Eugène Flachat, francouzský stavitel železnic (* 16. dubna 1802)
- 1878 – Crawford Long, americký lékař a farmakolog (* 1. listopadu 1815)
- 1884 – Thora Hallager, dánská fotografka (* 3. února 1821)
- 1904 – Eugen Schauman, finský nacionalista (* 10. května 1875)
- 1913
  - Frank S. Matsura, japonský fotograf (* 1873)
  - Frederikke Federspiel, dánská fotografka (* 25. ledna 1839)
- 1931 – Eduard Spelterini, švýcarský průkopník létání (* 2. června 1852)
- 1932 – Frederik van Eeden, nizozemský lékař, spisovatel a sociální reformátor (* 3. května 1860)
- 1933
  - Chajim Arlozorov, izraelský filosof, básník a politik (* 23. února 1899)
  - Anton Beskid, podkarpatoruský právník a politik (* 16. září 1855)
- 1939 – Christoph Voll, německý grafik a sochař (* 27. července 1897)
- 1942 – Karel Pařík, architekt (* 4. července 1857)
- 1944 – Marc Bloch, francouzský historik (* 6. července 1886)
- 1945 – Nils Edén, švédský historik, politik a ministerský předseda Švédska (* 25. září 1871)
- 1947 – Alexander Neumann, rakouský architekt (* 15. října 1861)
- 1953 – Margaret Bondfieldová, britská politička a feministka, první ministryně britské vlády (* 1873)
- 1958 – Imre Nagy, maďarský ministerský předseda (* 7. června 1896)
- 1969 – Harold Alexander, britský maršál (* 10. prosince 1891)
- 1970 – Elsa Trioletová, francouzská spisovatelka (* 12. září 1896)
- 1977 – Wernher von Braun, německý vědec (* 1912)
- 1980 – Ja'akov Talmon, izraelský profesor moderních dějin (* 14. června 1916)
- 1986 – Maurice Duruflé, francouzský varhaník a hudební skladatel (* 11. ledna 1902)
- 1987 – John Mikaelsson, švédský olympijský vítěz v chůzi na 10 kilometrů (* 6. prosince 1913)
- 1988 – Ľudovít Absolon, slovenský fotograf (* 29. srpna 1909)
- 1989 – Helga Haaseová, německá rychlobruslařka, olympijská vítězka (* 9. června 1934)
- 1999
  - Lawrence Stone, anglický historik (* 4. prosince 1919)
  - Screaming Lord Sutch, britský hudebník a politik. (* 10. listopadu 1940)
- 2000 – Nagako, manželka japonského císaře (* 1903)
- 2001 – Vincent Šikula, slovenský spisovatel (* 19. října 1936)
- 2003 – Georg Henrik von Wright, finsko-švédský filozof (* 14. června 1916)
- 2008
  - Benjamin Telem, velitel Izraelského vojenského námořnictva (* 30. července 1928)
  - Gareth Jones, velšský ragbista (* 4. prosince 1979)
- 2010 – Ronald Neame, anglický kameraman, scenárista a režisér (* 23. dubna 1911)
- 2011 – Wild Man Fischer, americký zpěvák, kytarista a hudební skladatel (* 6. listopadu 1944)
- 2012
  - Thierry Roland, francouzský sportovní komentátor (* 4. srpna 1937)
  - Susan Tyrrell, americká herečka (* 18. března 1945)
- 2013 – Hans Hass, rakouský potápěč, mořský biolog a filmař (* 23. ledna 1919)
- 2017 – Helmut Kohl, německý politik († 3. dubna 1930)
- 2023
  - Daniel Ellsberg, americký analytik, alternativní Nobelova cena, informátor o válce ve Vietnamu (* 7. dubna 1931)
  - Gino Mäder, švýcarský profesionální cyklista (* 4. ledna 1997)
  - Alfredo Rojas, argentinský fotbalista  (* 20. února 1937)
- 2024 – Robert Schul, americký atlet, běžec na dlouhých tratích (* 28. září 1937)

## Svátky

### Česko
- Den otců
- Zbyněk, Zbyňka, Zbyhněv, Zbyhněva, Zbyslava, Zbyška
- Beno
- Kornel, Kornelius

Slovensko
- Blanka, Bianka

### Svět
- Den afrického dítěte
- Jihoafrická republika: Den mladých (1976)
- Irsko: Bloomsday
- Argentina: Engineer’s Day
- Trekkies slaví Den kapitána Picarda.
- Rastafari: Narozeniny Leonarda P. Howella
- Seychely: Den otců

### Liturgický kalendář
- Sv. Benon
- Sv. František Regis
- sv. Luitgarda
- Cettin z Oranu
- Aurelianus z Arles
- Aureus z Manze a jeho sestra Justina

| 16. červen v pražském KlementinuÚdaje jsou platné k 29. 4. 2025. | 16. červen v pražském KlementinuÚdaje jsou platné k 29. 4. 2025. | 16. červen v pražském KlementinuÚdaje jsou platné k 29. 4. 2025. |
| minimum                                                          | denní průměr                                                     | maximum                                                          |
| ---------------------------------------------------------------- | ---------------------------------------------------------------- | ---------------------------------------------------------------- |
| 6,5 °C (1923)                                                    | 17,3 °C (od 1961)                                                | 33,0 °C (2012)                                                   |